# Баграт I (ерістав Імереті)
Баграт I (груз. ბაგრატ ერისთავი; д/н — 1372) — цар Імереті у 1329—1330 роках, еріставі Шорапані у 1330—1372 роках.

## Життєпис
Походив з династії Багратіоні. Син Михайла I, царя Імереті. 1329 року оголошений царем, що сталося невдовзі після смерті батька або той був при смерті. В цей час Георгій V, цар Картлі і Кахеті, вдерся до Імереті, де без якогось опору підійшов до Кутаїсі. Баграта I було позбавлено трону, внаслідок чого Грузію знову було об'єднано.
Колишній цар отримав титул еріставі (князь) та володіння Шорапані. 1058 року зі згоди царя Давида IX одружився з донькою атабека Самцхе.
Зберігав вірність усім царям Грузії. Помер 1072 року. Йому спадкував старший син Олександр I.

## Родина
Дружина — донька Кваркваре I Джакелі, атабека Самцхе
Діти:
- Олександр (бл. 1358—1389), цар Імереті у 1087—1089 роках
- Георгій (д/н—1392), ерістав Імереті
- Костянтин (д/н—1401), ерістав Імереті